# 자코모 카사노바
자코모 지롤라모 카사노바(이탈리아어: Giacomo Girolami Casanova, 1725년 4월 2일~1798년 6월 4일)는 이탈리아 베네치아의 모험가이자 작가, 시인, 소설가이다.

## 생애
1745년 4월 2일 연극배우인 가에타노 카사놔와 자네타 파루시 사이에서 태어났다. 부모가 유럽 전역을 순회하며 공연했기에, 어린 카사노바는 주로 할머니 손에서 자랐다.
15세에 삭발식을 하고 성직에 입문하지만, 로마에서 교황 조카의 정부를 건드렸다가 암살당할 뻔한 후, 로마를 탈출해 유럽 전역을 떠돌았다. 평생에 걸친 밀라노, 베를린, 빈, 제네바, 프라하, 파리, 런던 등 100곳 이상의 도시를 떠도는 삶의 시작이었다.
자기 능력을 발휘해 스스로 먹고살아야 했기에 그는 성직자, 군인, 바이올린 연주자, 사서, 대사 비서, 스파이 등 다양한 직업을 전전했다. 기회만 닿으면 도박장에서 노름을 했고, 필요하면 사기 행위도 서슴지 않았다. 왕실 직영 복권 사업을 운영하기도 하고, 필요하면 어음 사기를 치거나, 손에 쥐지도 않은 보석을 판매하는 등 인한 사기 행각도 벌였다. "필요할 때 경솔한 자, 멍청한 자를 속이"면서 살아간 걸 오히려 자부했다. 이 때문에 그가 평생 가장 많이 드나든 곳은 감옥이었고, 때때로 지인 도움으로 탈옥하여 다른 도시로 도망쳤다.
  

탕진과 도주는 그의 삶의 주요 원리였다. 그는 소유에 집착하지 않았고, 순간순간 생기는 대로 모든 걸 탕진하면서 살았다. 완전히 비자본주의적 삶이었다. 유럽을 떠도는 동안 그는 190센티미터가 넘는 훤칠한 키에 준수한 용모, 스스로 디자인한 멋진 의상, 화려한 언술과 완벽한 매너를 갖추고, 무엇보다 여성에게 기쁨을 주겠다는 사명감을 품고 최선을 다해 여성에게 봉사했다, 그는 어떤 여인에게서도 사랑할 만한 점을 찾아냈고, "탈선이라는 생의 강렬한 기쁨"을 함께 나누었다. 그에게 사랑은 생을 살아가는 이유였고, 성행위 도중 시를 주고받는 등 모든 섹스를 철저한 퍼포먼스 행위로 연출하기 위해서 애썼다.
내 관능의 쾌락을 가꾸는 것은 내 삶의 중요한 일이었다. 나에게 그보다 더 중요한 일은 없다. 나는 여성을 위해 태어났다는 의식을 품고, 늘 여성을 사랑했으며, 또 내가 할 수 있는 한 여성으로부터 사랑받으려 했다. 
카사노바가 사랑을 나눈 여인들의 숫자는 122명에 이르고, 여기에 약간의 동성애 남자들도 있다.. 때때로 "세계 최고의 연인"으로 불리기도 하는 그의 이름은 오늘날 "유혹자의 대명사"이자 "(여성을) 유혹하는 기술"과 동의어로 남았다. 슈테판 츠바이크는 그의 삶에 대해 경멸과 찬탄을 섞어서 말했다.
카사노바는 예외적인 인물이다. 문학계에 우연히 뛰어든 이단자이다. 이 유명한 허풍선이가 창조적인 천재성의 신전에 자기 자리를 가질 수 있는 자격은 거의 없다. 상상력 넘치는 작가로서의 그의 위치는, 스스로 만들어낸 '생갈의 기사'라는 작위만큼이나 믿을 수 없다. (중략) 귀족들 사이에에서 작가들 사이에서나 그는 무위도식하는 식객에 불과했으며, 불청객이었을 뿐이다..
카사노바는 유럽 왕족들, 교황 및 추기경,  볼테르나 괴테, 모차르트와 같은 유명 인사들과 교제를 가졌다. 모차르트 오페라 《돈 조반니》의 대본 작업에 참여하기도 했다.
카사노바는 단순히 호색한이나 난봉꾼이 아니다. 그는 문필가, 모험가, 지식인, 궁정인, 여행가, 마술사, 노름꾼으로서 당대 사회 질서를 조롱하고, 그것을 뒤흔들려 애쓴 계몽주의 시대의 자유인이었다. 신분 질서가 완전히 고착된 사회에서 살면서 카사노바는 타고난 신분을 거부하고 순간순간 자기 삶을 자유롭게 주조해 나갔다. 그에겐 늘 어떤 무언가로 변신할 수 있는 자질이 있었다. 누군가 아프면 의사로, 누군가 자기 운명을 고민하면 점쟁이로, 누군가 내세를 불안해 하면, 마술사가 되었다. 심지어 '생갈의 기사'라는 상류 귀족 신분도 스스로 위조해냈다. 그는 특히 뛰어난 언변으로 여행 이야기, 여성 이야기, 책 이야기 등을 늘어놓으면서 귀족들을 즐겁게 한 후, 그들을 속여서 단물이 빠질 때까지 우려먹곤 했다. 그가 만난 사람들 중엔 마리아 테레사 요제프 2세, 프리드리히 대왕, 예카테리나 여제 등 왕들도 있었고, 볼테르, 루소 등 당대 제일의 지식인도 있었다.
"카사노바는 한 시대를 몸으로 관통하는 행동가의 삶을 살다가 문필가로 생을 마쳤다." 보헤미아의 발트슈타인 백작(Count Waldstein) 집에서 사서로 몇 년간 일하면서 자서전을 집필하지 않았더라면, 그는 아마 오늘날 잊힌 사람이 되었을 수도 있다. 자서전이자 회고록인 《Histoire de ma vie》(내 삶의 이야기)는, 자신과 여성들이 놀았던 이야기로만 구성되어 있다. 
카사노바는 자기 자서전을 1789년 프랑스혁명이 시작된 해에 집필하기 시작했다. 나이 들고 돈 없고 여자 없는 가련한 신세로 전락한 그는 보헤미아 둑스 성의 도서관 사서로 일하면서 무료함을 달래기 위해 당대 유럽 엘리트들의 언어인 프랑스어로 자기 삶을 기록해 나갔다. 화려하고 깊이 있는, 정확하고 철학적이면서 감각적인 문체가 돋보이는 글로, 평생 몸으로 행했던 철학을 담아낸 기록이었다. 카사노바는 3700쪽에 달하는 기나긴 작품의 최종 원고를 완성한 지 얼마 지나지 않아 일흔두 살로 세상을 떠났다. 죽으면서 그가 남긴 말은 "나는 철학자로 살았지만, 기독교도로 죽는다."였다. 기독교도로 죽은 건 불확실하지만, 새 시대를 알리는 사랑의 철학자로 산 것은 확실하다.
1822년 라이프치히의 유명 출판사인 브로크하우스가 이 원고의 판권을 사들여서 독일어로 번역해 출판해 대인기를 끌었고, 프랑스어로도 출판했다. 그러나 두 판본 모두 원본 그대로가 아니라 순화시켜 편집한 판본이었다. 특히, 용기 있고 대담한 사고가 전개된 부분들은 모두 삭제됐다. 카사노바가 오랫동안 난봉꾼으로만 알려지게 된 이유였다. 자서전이 원본 그대로 출판된 것은 1960년의 일이었다. 2010년 2월 프랑스 국립도서관은 이 책의 원고를 구입한 후, 전시회를 열면서 이 책을 '프랑스어의 보고'로 분류했다. 

## 저서
- 《Histoire de ma vie》("나의 삶의 이야기")

## 기타
- 프랑스 소설가 쥘 베른 등의 공상 과학 소설에 영향을 미치기도 했다.
- 이탈리아 영화 감독 페데리코 펠리니는 영화 〈카사노바〉(1976년)에서 카사노바를 괴물 같은 성도착자에다 거만한 성격의 인물로 그렸다. 그에 따르면, 카사노바는 기껏해야 '차가운 정액'에 불과하다.[1]

## 같이 보기
- 자유 연애
- 동거혼